# 安藤満
安藤 満（あんどう みつる、1949年3月10日 - 2004年3月27日）は、日本のプロ雀士（九段）。日本プロ麻雀連盟所属。千葉県出身。

## 人物
国内屈指の実力派プロであり、『むこうぶち』など麻雀漫画の原案を数多く手がけ、麻雀の普及に努めた。
後進の指導にも力を注ぎ、阿部孝則（鳳凰位3連覇）、藤原隆弘、二階堂姉妹らの師として知られた。一方で型破りな面があったことでも知られ、西原理恵子の作品で様々なネタにされていた。
名人位を奪取した矢先の1989年3月に癌と診断され、以後は癌と闘いながら活動した。2003年秋の天王戦に病身をおして出場し優勝。これが最後の公式戦となった。
2004年3月27日、食道癌のため死去。55歳没。
多井隆晴とは仲が良く、紙試験を真っ白で出した多井を、こいつは強いと連盟入会を認める後押しをした。数年後仲良くなってから多いときは1年で300日くらい一緒にいたが、麻雀を指導するというよりは、遊び相手であった。

## 雀風
鳴き（チー、ポン、カン）を活用してツモの流れを操るという「亜空間殺法」で知られた。当時としては、やや軽視されていた鳴きの重要性を認識させた。「亜空間殺法」が有名なため、常に鳴いているようなイメージを持たれがちだが、本人によれば「亜空間殺法」はツイていないとき、流れが悪いときの戦法であり、配牌やツモの良いときは普通に門前で手を進める。

## タイトル
- 鳳凰位 (第2期・第5期・第6期・第10期)
- 十段位 (第6期)
- 王位 (第16期)
- 天王位 (第2期)

## 出版

### 著書
- 安藤満の麻雀 亜空間でぽん!!（1995年7月10日、白夜書房）ISBN 489367479X
  - 安藤満の麻雀 秘伝・亜空間殺法（2003年12月1日、毎日コミュニケーションズ）ISBN 4839913293※『亜空間でぽん!!』を文庫化にあたり改題・再編集したもの
- 麻雀 絶対に勝つ定石（1997年7月30日、ポケットブック社）ISBN 4341141333
  - 麻雀 絶対勝ち組（2008年12月15日、ごま書房新社VM）ISBN 4341018981 ※『麻雀 絶対に勝つ定石』を改題・再編集したもの
  - 新装版 麻雀 絶対勝ち組（2010年3月31日、ごま書房新社VM）ISBN 4341084364

### 漫画原作
- 阿羅漢 麻雀亜空間殺法の書（漫画：しもさか保、近代麻雀、竹書房、全4巻）※　協力
- むこうぶち（漫画：天獅子悦也、近代麻雀オリジナル→近代麻雀、竹書房）※　協力（1巻から7巻）、原案（8巻から12巻）、13巻以降は安藤名義なし
- 麻雀無限会社39 ZANK（漫画：本そういち、近代麻雀オリジナル、竹書房、全8巻）※　闘牌原作

## 映像化
- 雀狼伝シリーズ（2000年）（原案・出演）
- むこうぶちシリーズ（2007年 - ）（漫画:天獅子悦也、協力:安藤満（安藤満逝去後はケネス徳田）

## 作品

### 一般DVD
- プロ麻雀リーグ 役満編（2005年3月30日、エイベックス）
- THE役満 ベストセレクション（2014年1月23日、AMGエンタテイメント）

## 出演

### オリジナルビデオ
- 雀狼伝 必殺!!亜空間殺法（2000年6月21日、オールイン エンタテインメント）監督:服部光則 原案:安藤満[3]
- 雀狼伝 2 必殺!!亜空間殺法（2000年10月21日、オールイン エンタテインメント）監督:服部光則 原案:安藤満[4]
- 雀狼伝 3 必殺!!亜空間殺法（2001年1月21日、オールイン エンタテインメント）監督:服部光則 原案:安藤満[5]
- 麻雀飛龍伝説 天牌 1（2001年11月9日、ケイエスエス）監督:服部光則 闘牌指導:安藤満[6][7]
- 麻雀飛龍伝説 天牌 2（2002年2月8日、ケイエスエス）監督:服部光則 闘牌指導:安藤満[8][9]
- *兎USAGI～野性の闘牌～（2013年2月15日、ジーピー・ミュージアム）監督:薬師寺光幸[10]

### テレビ
- 麻雀デラックス（MONDO21）

## ゲーム
- 麻雀戦術 安藤満プロの亜空間殺法（1996年6月14日、Jウイン、プレイステーション）